# Шпанија на Европском првенству у атлетици у дворани 2021.
Шпанија је учествовала на 36. Европском првенству у дворани 2021 који се одржао у Торуњу, Пољска, од 4. до 7. марта. Ово је било тридесет шесто Европско првенство у атлетици у дворани од његовог оснивања 1970. године на којем је Шпанија учествовала, односно учествовала је на свим такмичењима до данас. Репрезентацију Шпаније представљало је 36 спортиста (18 мушкарца и 18 жена) који су се такмичили у 17 дисциплина (7 мушких и 10 женских).
На овом првенству Шпанија је заузела 10 место по броју освојених медаља са 5 освојених медаља (једна златна, две сребрне и две бронзане). У табели успешности према броју и пласману такмичара који су учествовали у финалним такмичењима (првих 8 такмичара) Шпанија је са 13 учесника у финалу заузела 5. место са 63 бода.
| Пл. | Земља   | 1. место | 2. место | 3. место | 4. место | 5. место | 6. место | 7. место | 8. место | Бр. фин. - Бод. |
| --- | ------- | -------- | -------- | -------- | -------- | -------- | -------- | -------- | -------- | --------------- |
| 5.  | Шпанија | 1−8      | 2−14     | 2−12     | 4−20     | 1−4      | −        | 2−4      | 1−1      | 13−63           |

## Учесници
| Мушкарци: - Данијел Родригез — 60 м - Серхио Лопез — 60 м - Оскар Усиљос — 400 м - Лукас Буа — 400 м - Самуел Гарсија — 400 м - Маријано Гарсија — 800 м - Пабло Санчез-Ваљадарес — 800 м - Алваро де Ариба — 800 м - Хесус Гомез — 1.500 м - Игнасио Фонтес — 1.500 м - Абдерахман Ел Кхајами — 1.500 м - Адел Мечал — 3.000 м - Мохамед Катир — 3.000 м - Гонзало Гарсија — 3.000 м - Асиер Мартинез — 60 м препоне - Енрике Љопис — 60 м препоне - Луис Салорт — 60 м препоне - Хорхе Урена — Седмобој | Жене: - Марија Изабел Перез — 60 м - Паула Севиља — 60 м - Аури Лорена Бокеса — 400 м - Андреа Хименез — 400 м - Данијела Гарсија — 800 м - Марта Перез — 1.500 м - Естер Гереро — 1.500 м - Агеда Муњоз — 1.500 м - Лусија Родригез — 3.000 м - Марта Гарсија — 3.000 м - Бланка Фернандез — 3.000 м - Тереса Ерандонеа — 60 м препоне - Ксенија Бенач — 60 м препоне - Каридад Херез — 60 м препоне - Фатима Диаме — Скок удаљ - Ана Пелетеиро — Троскок - Марија Белен Тоимил — Бацање кугле - Марија Висенте — Петобој |  |

## Освајачи медаља (5)

### Злато (1)
- Оскар Усиљос — 400 м

### Сребро (2)
- Хорхе Урена — Седмобој
- Ана Пелетеиро — Троскок

### Бронза (2)
- Хесус Гомез — 1.500 м
- Адел Мечал — 3.000 м

## Резултати

### Мушкарци
| Атлетичар              | Дисциплина   | Лични рекорд | Квалификације   | Квалификације | Полуфинале            | Полуфинале            | Финале                                   | Финале       | Детаљи                                   |
| Атлетичар              | Дисциплина   | Лични рекорд | Резултат        | Место         | Резултат              | Место                 | Резултат                                 | Место        | Детаљи                                   |
| ---------------------- | ------------ | ------------ | --------------- | ------------- | --------------------- | --------------------- | ---------------------------------------- | ------------ | ---------------------------------------- |
| Данијел Родригез       | 60 м         | 6,67         | 6,75 (.743)     | 4. у гр. 1    | Нису се квалификовали | Нису се квалификовали | Нису се квалификовали                    | 31 / 63 (65) |                                          |
| Серхио Лопез           | 60 м         | 6,67         | 6,86 (.852)     | 6. у гр. 3    | Нису се квалификовали | Нису се квалификовали | Нису се квалификовали                    | 56 / 63 (65) |                                          |
| Оскар Усиљос           | 400 м        | 45,66 НР     | 46,83 КВ        | 1. у гр. 3    | 46,26 КВ, ЛРС         | 2. у гр. 1            | 46,22                                    |              |                                          |
| Лукас Буа              | 400 м        | 46,23        | 46,92 (.916)    | 3. у гр. 9    | Нису се квалификовали | Нису се квалификовали | Нису се квалификовали                    | 12 / 48 (49) |                                          |
| Самуел Гарсија         | 400 м        | 46,35        | 47,02           | 4. у гр. 1    | Нису се квалификовали | Нису се квалификовали | Нису се квалификовали                    | 16 / 48 (49) |                                          |
| Маријано Гарсија       | 800 м        | 1:45,66      | 1:49,86 КВ      | 1. у гр. 3    | 1:47,63               | 3. у гр. 1            | Нису се квалификовали                    | 6 / 38 (39)  |                                          |
| Пабло Санчез-Ваљадарес | 800 м        | 1:47,22      | 1:48,43 КВ      | 3. у гр. 5    | 2:05,11               | 1. у гр. 2            | Нису се квалификовали                    | 18 / 38 (39) |                                          |
| Алваро де Ариба        | 800 м        | 1:45,43      | 1:49,99         | 4. у гр. 4    | Није се квалификовао  | Није се квалификовао  | Није се квалификовао                     | 21 / 38 (39) |                                          |
| Хесус Гомез            | 1.500 м      | 3:36,32      | 3:40,75 КВ      | 1. у гр. 1    |                       |                       | 3:38,47                                  |              |                                          |
| Игнасио Фонтес         | 1.500 м      | 3:36,89      | 3:38,68 КВ      | 1. у гр. 2    | 3:39,66               | 4 / 50 (51)           |                                          |              |                                          |
| Абдерахман Ел Кхајами  | 1.500 м      | 3:41,61      | 3:49,34         | 1. у гр. 2    | Није се квалификовао  | 47 / 50 (51)          | Архивирано на веб-сајту (30. април 2021) |              |                                          |
| Адел Мечал             | 3.000 м      | 7:40,14      | 7:46,52 КВ, ЛРС | 2. у гр. 2    | 7:49,47               |                       |                                          |              |                                          |
| Мохамед Катир          | 3.000 м      | 7:35,29      | 7:54,95 КБ      | 1. у гр. 1    | 7:49,72               | 4 / 31 (34)           |                                          |              |                                          |
| Гонзало Гарсија        | 3.000 м      | 7:51,96      | 7:59,09         | 8. у гр. 3    | Није се квалификовао  | 23 / 31 (34)          |                                          |              |                                          |
| Асиер Мартинез         | 60 м препоне | 7,61         | 7,67 КВ         | 2. у гр. 3    | 7,67                  | 2. у гр. 2            | 7,60 ЛР                                  | 4 / 35       | Архивирано на веб-сајту (30. април 2021) |
| Енрике Љопис           | 60 м препоне | 7,69         | 7,70 (.693) КВ  | 2. у гр. 4    | 7,74 (.739)           | 4. у гр. 1            | Није се квалификовао                     | 13 / 35      | Архивирано на веб-сајту (30. април 2021) |
| Луис Салорт            | 60 м препоне | 7,84         | 7,97 (.962)     | 7. у гр. 1    | Није се квалификовао  | Није се квалификовао  | Није се квалификовао                     | 33 / 35      |                                          |

#### седмобој
| Дисциплина   | Хорхе Урена | Хорхе Урена | Хорхе Урена | Хорхе Урена | Хорхе Урена | Хорхе Урена |
| Дисциплина   | Лич. рек.   | Рез.        | Бод.        | Плас.       | Укупно      | Плас.       |
| ------------ | ----------- | ----------- | ----------- | ----------- | ----------- | ----------- |
| 60 м         | 6,91        | 7,03 =ЛРС   | 872         | 7.          | 872         | 7.          |
| Скок удаљ    | 7,73        | 7,33        | 893         | 6.          | 1.765       | 7.          |
| Бацање кугле | 13,96       | 14,57 ЛР    | 763         | 7.          | 2.528       | 6.          |
| Скок увис    | 2,04        | 2,10 ЛР     | 896         | 2.          | 3.424       | 3.          |
| 60 препоне   | 7,85        | 7,87 ЛРС    | 1.015       | 3.          | 4.439       | 3.          |
| Скок мотком  | 5,00        | 4,90 ЛРС    | 880         | 5.          | 5.319       | 2.          |
| 1.000 м      | 2:40,06     | 2:43,16     | 839         | 3.          | 6.158       | 2.          |
| Укупно       | 6.249 НР    | -           |             |             | 6.158       |             |

### Жене
| Атлетичарка         | Дисциплина   | Лични рекорд | Квалификације    | Квалификације | Полуфинале            | Полуфинале            | Финале                                   | Финале       | Детаљи                                   |
| Атлетичарка         | Дисциплина   | Лични рекорд | Резултат         | Место         | Резултат              | Место                 | Резултат                                 | Место        | Детаљи                                   |
| ------------------- | ------------ | ------------ | ---------------- | ------------- | --------------------- | --------------------- | ---------------------------------------- | ------------ | ---------------------------------------- |
| Марија Изабел Перез | 60 м         | 7,25         | 7,39             | 5. у гр. 1    | Нису се квалификовале | Нису се квалификовале | Нису се квалификовале                    | 26 / 37 (40) | Архивирано на веб-сајту (30. април 2021) |
| Паула Севиља        | 60 м         | 7,29         | 7,44             | 7. у гр. 4    | Нису се квалификовале | Нису се квалификовале | Нису се квалификовале                    | 32 / 37 (40) | Архивирано на веб-сајту (30. април 2021) |
| Аури Лорена Бокеса  | 400 м        | 52,74        | 53,64            | 5. у гр. 4    | Нису се квалификовале | Нису се квалификовале | Нису се квалификовале                    | 31 / 39      | Архивирано на веб-сајту (30. април 2021) |
| Андреа Хименез      | 400 м        | 53,48        | 54,34            | 5. у гр. 1    | Нису се квалификовале | Нису се квалификовале | Нису се квалификовале                    | 37 / 39      | Архивирано на веб-сајту (30. април 2021) |
| Данијела Гарсија    | 800 м        | 2:04,59      | 2:04,14 КВ, ЛР   | 3. у гр. 3    | 2:04,32               | 5. у гр. 3            | Није се квалификовала                    | 12 / 34 (35) |                                          |
| Марта Перез         | 1.500 м      | 4:07,37      | 4:11,27 кв       | 4. у гр. 1    |                       |                       | 4:20,39                                  | 4 / 22       |                                          |
| Естер Гереро        | 1.500 м      | 4:07,47      | 4:12,39 КВ       | 2. у гр. 2    | 4:20,45               | 5 / 22                |                                          |              |                                          |
| Агеда Муњоз         | 1.500 м      | 4:14,18      | 4:09,94 КВ, ЛР   | 2. у гр. 3    | Дисквалификована      | Дисквалификована      |                                          |              |                                          |
| Лусија Родригез     | 3.000 м      | 9:04,31      | 8:56,71 КВ, ЛР   | 4. у гр. 2    | 8:53,90 ЛР            | 8 / 22 (25)           |                                          |              |                                          |
| Марта Гарсија       | 3.000 м      | 9:02,93      | 9:02,00 ЛР       | 8. у гр. 1    | Нису се квалификовале | 14 / 22 (25)          | Архивирано на веб-сајту (30. април 2021) |              |                                          |
| Бланка Фернандез    | 3.000 м      | 9:04,31      | 9:11,06          | 9. у гр. 2    | Нису се квалификовале | 19 / 22 (25)          | Архивирано на веб-сајту (30. април 2021) |              |                                          |
| Тереса Ерандонеа    | 60 м препоне | 8,00         | 8,38 КВ          | 3. у гр. 1    | Нису се квалификовале | 8,10                  | 4. у гр. 1                               | 13 / 40 (44) | Архивирано на веб-сајту (30. април 2021) |
| Ксенија Бенач       | 60 м препоне | 8,10         | 8,22 (.214)      | 4. у гр. 6    | Нису се квалификовале | Нису се квалификовале | Нису се квалификовале                    | 27 / 40 (44) | Архивирано на веб-сајту (30. април 2021) |
| Каридад Херез       | 60 м препоне | 8,09         | 8,29 (.286)      | 6. у гр. 4    | Нису се квалификовале | Нису се квалификовале | Нису се квалификовале                    | 35 / 40 (44) | Архивирано на веб-сајту (30. април 2021) |
| Фатима Диаме        | Скок удаљ    | 6,56         | 6,62 кв, ЛР      | 4.            |                       |                       | 6,47                                     | 7 / 17       |                                          |
| Ана Пелетеиро       | Троскок      | 14,73        | 14,10 КВ         | 5.            | 14,52 ЛРС             |                       |                                          |              |                                          |
| Марија Белен Тоимил | Бацање кугле | 17,86        | 18,64 КВ, НР, ЛР | 3.            | 18,01                 | 7 / 17                |                                          |              |                                          |

#### Петобој
| Дисциплина   | Марија Висенте | Марија Висенте | Марија Висенте | Марија Висенте | Марија Висенте | Марија Висенте |
| Дисциплина   | Лич. рек.      | Резултат       | Бод.           | Плас.          | Укупно         | Плас.          |
| ------------ | -------------- | -------------- | -------------- | -------------- | -------------- | -------------- |
| 60 м препоне | 8,25           | 8,31 (.309)    | 1.059          | 6.             | 1.059          | 6.             |
| Скок увис    | 1,75           | 1,77 ЛР        | 941            | 5.             | 2.000          | 4.             |
| Бацање кугле | 12,25          | 12,40 ЛР       | 688            | 10.            | 2.688          | 9.             |
| Скок удаљ    | 6,49           | БП             | 0              |                | 2.688          | 11.            |
| 800 м        | 2:19,51        | НС             |                |                |                |                |
| Петобој      | 4.501 НР       |                |                |                | НЗ             |                |